# Puebla del Salvador
Puebla del Salvador é um município espanhol na província de Cuenca, comunidade autónoma de Castilla-La Mancha, de área 47,92 km² com população de 199 habitantes (2023) e densidade populacional de 4,26 hab/km².

## Demografia
| Variação demográfica do município entre 1991 e 2004 | Variação demográfica do município entre 1991 e 2004 | Variação demográfica do município entre 1991 e 2004 | Variação demográfica do município entre 1991 e 2004 |
| --------------------------------------------------- | --------------------------------------------------- | --------------------------------------------------- | --------------------------------------------------- |
| 1991                                                | 1996                                                | 2001                                                | 2004                                                |
| 327                                                 | 317                                                 | 278                                                 | 273                                                 |